# میکل بودا
میکل بودا (انگلیسی: Miquel Buades؛ زادهٔ ۴ مارس ۱۹۸۰) بازیکن فوتبال اهل اسپانیا است.
از باشگاه‌هایی که در آن بازی کرده‌است می‌توان به باشگاه ورزشی رئال مایورکا اشاره کرد.